# Scala naturæ

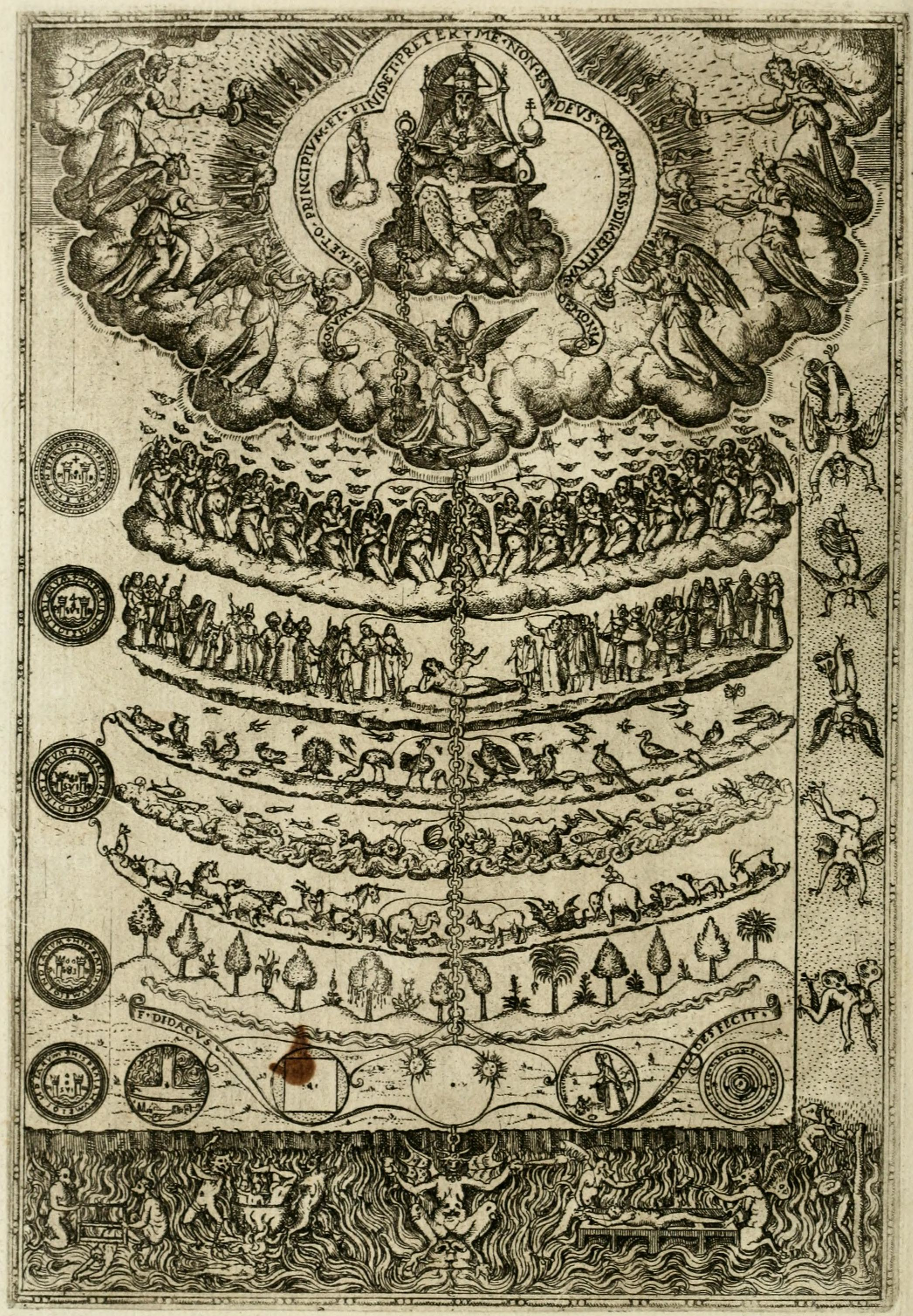
A Grande Cadeia do Ser

A scala naturae ("escada da natureza", em latim) ou cadeia dos seres é uma estrutura hierárquica de toda a matéria e vida, pensada na filosofia grega antiga e no cristianismo medieval como tendo sido estabelecida por Deus. A cadeia se inicia com Deus e descende em anjos, demônios, estrelas, a Lua, reis, nobres, plebeus, animais selvagens, animais domésticos, árvores, outras plantas, pedras preciosas, metais preciosos e outros minerais. A Grande Cadeia do Ser é um conceito derivado de Platão, Aristóteles (em sua Da História dos Animais), Plotino e Proclo. Mais desenvolvido durante a Idade Média, alcançou plena expressão no neoplatonismo inicial moderno.
A ideia é também recorrente na história da biologia segundo a qual, todos os organismos podem ser ordenados de maneira linear, contínua e progressiva, começando pelo mais simples até alcançar o mais complexo, que normalmente se identifica com o ser humano.

## Origem da ideia
A ideia da scala naturae remonta até às mais antigas representações da natureza, como a Escada de Jacob, na Bíblia. Em filosofia, o início desta ideia encontra-se no Timeu de Platão, na qual as formas animais aparecem como resultado da degradação progressiva a partir do Homem. Há uma hierarquia do ser na teoria das ideias, vista por exemplo na scala amoris (escada do amor) de Platão, e desenvolvida por platonistas posteriores, como na Árvore de Porfírio. No livro oitavo da Ilíada de Homero, versos mencionam uma "corrente de ouro" que liga Zeus ao mundo e a todos os outros deuses, a qual foi vista como uma analogia para a cadeia dos seres; Macróbio cita-a em sua obra O Sonho de Cipião como a sucessão de todas as coisas entre o Céu e a Terra, umas mais ou menos degeneradas que outras e que descendem ligadas como elos. Essa noção platônica é também presente na Divina Comédia de Dante, em que alude a um "grande mar do ser" e descendência de substâncias.

## Ideia descala naturaeem filosofia da natureza

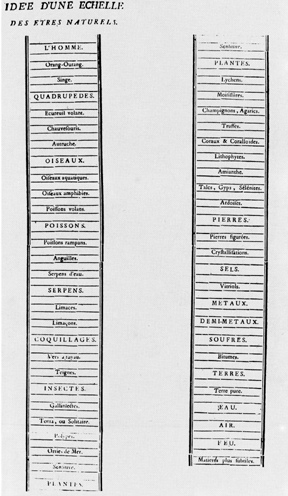
A "échelle des êtres" segundo Charles Bonnet

Aristóteles construiu várias séries orgânicas em função de diversos critérios. Não obstante, se trata todavia de uma conceptualização muito vaga da ideia, que não chegará a sistematizar-se até ao Renascimento, quando começa a proliferar o interesse pelas formas intermédias entre animais e plantas. Destaca-se a obra de Edward Tyson.
No século XVIII a ideia da scala naturae conhece o seu apogeu, vinculando-se com o tema da unidade anatómica dos animais. A obra de Leibniz e seus trabalhos sobre o Cálculo infinitesimal darão um novo impulso à ideia, que se resume na célebre frase "A natureza não faz saltos". Assim, a crença na scala naturae torna-se comum para a maioria dos naturalistas, como Buffon ou Lineu, se bem que seja Charles Bonnet quem levou mais adiante esta convicção.
O poeta Alexander Pope em seu Ensaio sobre o Homem cita a "vasta cadeia do ser".

## Ascala naturaee a teoria da evolução

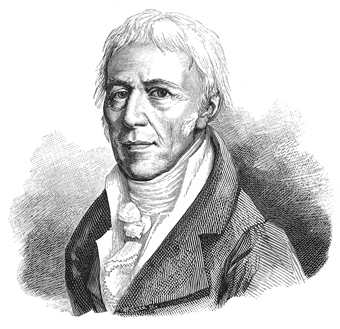
Retrato de Jean-Baptiste Lamarck

Lamarck é o primeiro naturalista a oferecer uma interpretação filogenética da cadeia dos seres. Segundo Lamarck, a tendência intrínseca da natureza até ao aumento da complexidade daria conta do tronco ascendente, desde os organismos mais simples até ao mais complexos.